# Armoiries de Sercq
Contrairement aux armoiries de Jersey, de Guernesey et d'Angleterre qui portent trois léopards, les armoiries de Sercq n'en comportent que deux , à l'instar des armoiries de la Normandie.

## Description
Les armoiries de Sercq se blasonnent ainsi : De gueules à deux léopards d'or